# Spinarcturus natalensis
Spinarcturus natalensis is een pissebed uit de familie Antarcturidae. De wetenschappelijke naam van de soort is voor het eerst geldig gepubliceerd in 1978 door Brian Frederick Kensley.